# Stazione di Camogli-San Fruttuoso
La stazione di Camogli-San Fruttuoso è una fermata ferroviaria posta sulla ferrovia Genova-Pisa. Serve il comune di Camogli ed il borgo di San Fruttuoso, nella Città metropolitana di Genova.
L'impianto dal 1º Luglio 2001 è gestito da Rete Ferroviaria Italiana società del gruppo FS.

## Storia
La stazione, in origine denominata semplicemente "Camogli", venne aperta all'esercizio il 23 novembre 1868 con l'attivazione della linea da Genova Brignole a Chiavari.
Il fabbricato viaggiatori definitivo fu costruito nel 1884.
L'attivazione del raddoppio del binario fra Pieve Ligure e Santa Margherita Ligure, comprendente anche la stazione di Camogli, avvenne per tratte fra il 1921 ed il 1923.
Il 1º maggio 1954 la stazione assunse la nuova denominazione di "Camogli-San Fruttuoso".
Privato del binario d'incrocio e dello scalo merci, l'impianto fu trasformato in fermata impresenziata il 13 febbraio 2005. Da allora il capolinea delle corse suburbane verso Genova è stato spostato alla stazione di Recco.

## Struttura ed impianti

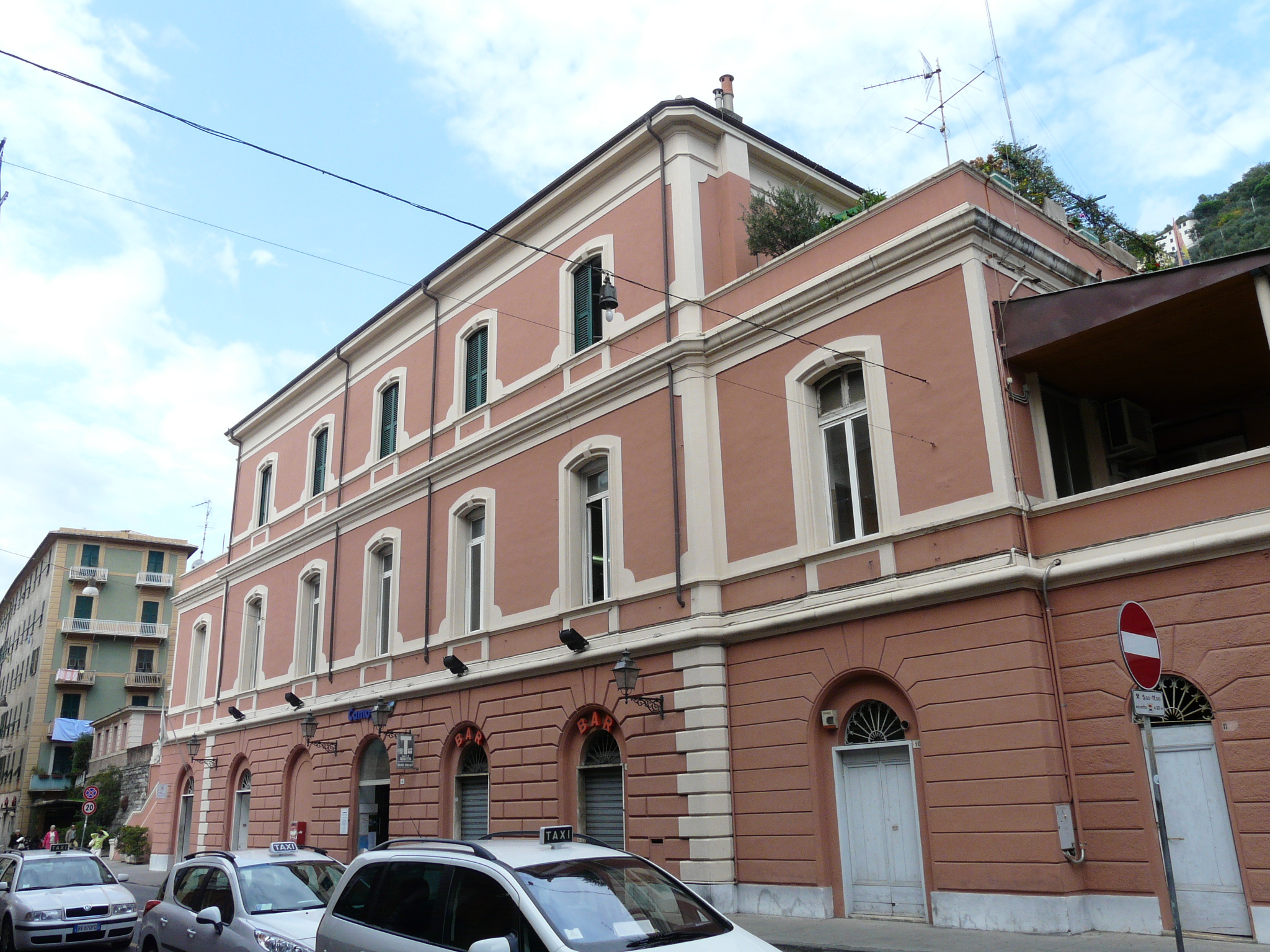
Fronte del fabbricato viaggiatori

Il fabbricato viaggiatori si compone di tre corpi di cui quello centrale si sviluppa su tre livelli mentre i corpi laterali, che si sviluppano simmetricamente, dispongono di due piani. Soltanto il piano terra è aperto al pubblico: qui sono ospiti i servizi ai viaggiatori e le attività commerciali.
La facciata dell'edificio presenta, al piano terra, sette porte ad arco a tutto sesto, al primo piano, altrettante finestre a centina, e al secondo piano le finestre si riducono a cinque. Come elementi decorativi, il fabbricato, dispone di cornicione per ogni finestra, lesene e marcapiano; tali elementi sono in pietra bianca distinguendosi dallo sfondo rosa che caratterizza l'intonaco del fabbricato viaggiatori. La pianta è rettangolare.
Accanto ai corpi laterali sono presenti due scalinate che permettono di accedere al piano del ferro senza passare dal fabbricato viaggiatori.
Il piazzale dispone di due binari passanti, dotati di banchina, riparati da una pensilina in ferro battuto e collegati fra loro da un sottopassaggio.

## Movimento
La stazione è servita dai treni regionali, regionali veloci svolti da Trenitalia nell'ambito del contratto di servizio stipulato con la Regione Liguria, nonché da due coppie di intercity della relazione Livorno-Milano operata da Trenitalia.
Viene operata da Trenord una coppia di treni regionali della relazione La Spezia-Como e La Spezia-Milano circolanti nei Sabati e festivi dal 11 Giugno al 24 Settembre.

## Servizi
La stazione, che RFI la classifica di categoria silver, dispone di:
- Biglietteria Self-Service di Trenitalia[9]
- Spazi per l'attesa
- Servizi igienici
- Distributori automatici di snack e bevande

## Interscambio
La stazione offre i seguenti interscambi:
- Fermata autobus AMT
- Stazione taxi
- Bike rental

Dal piazzale antistante la stazione transitano i seguenti servizi di TPL gestiti da AMT:
- Linea 773: S.Margherita L. - Ruta - Camogli - Recco;
- Linea 973: San Rocco Park - Via Castagneto Seia - Migliaro - Piazza Schiaffino - Camogli FS.

Il servizio integrato treno-battello San Fruttuoso link permette di raggiungere il borgo di San Fruttuoso partendo dal porticciolo di Camogli.